# 柠苹酸
柠苹酸是一种有机化合物，分子式HO2CCH2C(CH3)(OH)CO2H，属于带支链的羟基二羧酸，在体内可由中康酸加水合成。